# Gare d’Artix
Gare d'Artix – stacja kolejowa w Artix, w departamencie Pireneje Atlantyckie, w regionie Nowa Akwitania, we Francji.
Jest stacją kolejową Société nationale des chemins de fer français (SNCF), obsługiwaną przez pociągi Intercités i TER Aquitaine.